# Historický materialismus
Historický materialismus je spolu s dialektickým materialismem základem marxismu, obsahuje učení o vývoji společnosti, v němž se člověk jakožto bytost produkující materiální statky aktivně podílí na objektivním dějinném pohybu, podléhajícím v konečných důsledcích základním dialektickým zákonům.

Historický materialismus je filosofická věda o vztahu společenského vědomí k společenskému bytí, o nejobecnějších zákonech a hybných silách vývoje lidské společnosti; je obecnou teorií a metodou vědeckého poznání a přetváření společnosti. 
Ústřední poučkou historického materialismu je teze o organickém vnitřním spojení všech stránek života společnosti s rozvojem společenské výroby a její formou, jíž jsou výrobní vztahy. Podstata marxistické poučky o rozhodující úloze společenské výroby se neomezuje pouze na konstatování, že bez výroby materiálních statků by nebyl možný život společnosti. To bylo známo i předmarxistické sociologii. Karl Marx chápe výrobu nejen jako nezbytnou podmínku lidského života, ale jako určující základ všech forem společenského života a jeho vývoje.
Výroba je ve své podstatě společenský proces. Aby lidé mohli vyrábět, vstupují do určitých, na jejich vůli a vědomí nezávislých vztahů, které odpovídají úrovni vývoje výrobních sil společnosti. A stejně jako výrobní síly jakožto výsledek práce předcházejících pokolení jsou nezávislé na každém daném pokolení, tak i výrobní vztahy si lidé nemohou zvolit libovolně, ale jsou jim objektivné dané. Výrobní síly tvoří obsah společenského výrobního procesu, jehož nezbytnou formou jsou výrobní vztahy.
Při zkoumání vývoje společensko-ekonomických formací a zákonitostí přechodu od jednoho výrobního způsobu ke druhému dospěl Marx k závěru, že existuje zákon souladu výrobních vztahů s úrovni a charakterem výrobních sil. Podle Marxe odhaluje tento zákon určující úlohu výrobních sil v poměru k výrobním vztahům, závislost výrobních vztahů na výrobních silách, na úrovni jejich vývoje. S rozvojem výroby se výrobní síly nutně dostávají do rozporu s výrobními vztahy, jež se vytvořily v předcházejícím stadiu jejich vývoje. Tento rozpor nutně přerůstá v třídní antagonistické společnosti v konflikt, protože vládnoucí třída se snaží zachovat přežilé výrobní vztahy, jež tvoří ekonomickou základnu jejího politického panství. To vede k revoluci, jež nastoluje nové výrobní vztahy, odpovídající novým výrobním silám. Tak zákon souladu výrobních vztahů a výrobních sil odhaluje podle Marxe hybné síly společenského vývoje. Teze o konfliktu mezi výrobními silami a výrobními vztahy antagonistické společnosti jako o objektivním základu sociálních revolucí je závěrem, který korunoval vypracování základů historického materialismu.
V podstatě jde o to, že historický materialismus považuje materiální poměry za primární, ty posléze ovlivňují poměry společenské (změna materiální → změna myšlení). Na rozdíl od většiny filosofie, kdy je požadována změna myšlení a od ní teprve byla odvozována změna materiální (změna myšlení → změna materiální).

Za socialismu hrály značnou úlohu v ideové výchově mládeže učebnice historického materialismu, připraveny F. Konstantinovem a A. G. Spirkinem

## Kritika

### Anthony Giddens
Anthony Giddens ve svém díle odmítá historický materialismus jako teorii dějin ze dvou důvodů: Za prvé tvrdí, že způsoby výroby materiálního života nejsou ve třídně rozdělených společnostech hlavním důvodem společenských změn (tím není ani třídní boj). Za druhé, historický materialismus dle něj spočívá na nejednoznačném a chybném filozofickém pojetí dějin, v nichž si lidé vždy kladou jen takové úkoly, které dokáží vyřešit. Karl Marx se tedy mýlil, když považoval lidi především za někoho používající zvířata a vyrábějící nástroje. Dle něj tohle bylo a bude jediné nejdůležitější kritérium odlišující lidstvo od zvířat. Dle Anthonyho Giddense však lidský společenský život nemá začátek ani konec ve výrobě.

### Karl Popper
Karl Popper ve svém díle Bída historicismu kritizuje historicismus a historický materialismus jakožto validní teorii a odmítá ji z důvodu její generalizace na celou společnost. Podle něj není možné nahlížet na globální společnost jako na jedinečnou jednotku, ale jakožto na mnoho menších společenství a kultur s vlastními vývojovými procesy, které mají své charakteristické prvky později tvořící celek. Také nahlíží na dějiny jakožto na jednotnou událost, která nemá žádný porovnatelný protějšek, je z nich tak sice možné vyvozovat závěry, které mohou predikovat některé události, ale pouze s určitou, nikoliv stoprocentní přesností. Autor zahrnuje do průběhu dějin i individuality, jejichž chování, podobně jako u historie samotné, nikdy nebude možné bezchybně predikovat.

### Georgij Chosorojevič Šachnazarov
Mark Sandle ve své publikaci popisuje dvoudílný článek Georgije Chosrojeviče Šachnazarova In Search of the Lost Idea, původně zveřejněný v teoretickém časopise Komunistické strany Sovětského svazu Kommunist.
Šachnazarov tvrdí, že holistické vysvětlení historie pomocí historického materialismu (vývoj v oblasti produktivních sil zajišťuje vývoj všude jinde) je příliš jednoduché. Podle něj se historický materialismus a jeho pojetí historie nedokáže vyrovnat s rozmanitostí a složitostí dějin.
V článku odmítá marxistický pohled na historii (lidstvo se snaží překonávat a využívat přírodu) a vytváří novou: lidstvo by mělo usilovat o spolupráci a harmonii s přírodou. Dříve jmenovanou tezi vyvrací pomocí dvou argumentů. Za prvé, protože zdroje poskytované přírodou nejsou nevyčerpatelné, nemůže zvětšování lidských produktivních sil samo o sobě zajistit pokrok lidstva. Za druhé, technologický pokrok nutně neznamená vývoj produktivních sil, ale naopak může vést k degradaci lidské pracovní síly.